# Juri Vardanján
Juri Vardanján (örményül: Յուրի Վարդանյան, oroszul: Юрий Норайрович Варданян, Jurij Norajrovics Vardanyan) (Leninakan, 1956. június 13. – Amerikai Egyesült Államok, 2018. november 1.) szovjet színekben olimpiai, világ- és Európa-bajnok örmény súlyemelő. Fia, Norajr Vardanján szintén olimpikon súlyemelő.